# Multiplicación de vectores
En matemáticas, la multiplicación de vectores se refiere a una de varias técnicas para la multiplicación de dos (o más) vectores con ellos mismos. Puede referirse a cualquiera de los siguientes artículos:
- Producto escalar: también conocido como "producto punto", una operación que toma dos vectores y devuelve una cantidad escalar. El producto escalar de dos vectores se puede definir como el producto de las magnitudes de los dos vectores y el coseno del ángulo entre los dos vectores. Alternativamente, se define como el producto de la proyección del primer vector sobre el segundo vector y la magnitud del segundo vector. Así,
{\textstyle \mathbf {a} \cdot \mathbf {b} =|\mathbf {a} |\,|\mathbf {b} |\cos \theta }
  - De manera más general, un producto bilineal en un álgebra sobre un campo.
- Producto vectorial: también conocido como "producto cruz", una operación binaria en dos vectores que da como resultado otro vector. El producto cruzado de dos vectores en el espacio tridimensional se define como el vector perpendicular al plano determinado por los dos vectores cuya magnitud es el producto de las magnitudes de los dos vectores y el seno del ángulo entre los dos vectores. Entonces, si n es el vector unitario perpendicular al plano determinado por los vectores A y B,
{\textstyle \mathbf {a} \times \mathbf {b} =|\mathbf {a} |\,|\mathbf {b} |\sin \theta \,\mathbf {\hat {n}} }

Más generalmente, un corchete de Lie en álgebra de Lie.
- Producto de Hadamard: producto de vectores de entrada, donde {\displaystyle (A\odot B)_{i}=A_{i}B_{i}}.
- Producto geométrico o producto de Clifford - para dos vectores, el producto geométrico
{\textstyle \mathbf {a} \mathbf {b} =\mathbf {a} \cdot \mathbf {b} +\mathbf {a} \wedge \mathbf {b} }

es una cantidad mixta formada por un escalar más un bivector. El producto geométrico está bien definido para cualquier multivector como argumento.
- Producto exterior - donde:

{\displaystyle (\mathbf {a} \otimes \mathbf {b} )} con {\displaystyle \mathbf {a} \in \mathbb {R} ^{d},\mathbf {b} \in \mathbb {R} ^{d}}  da como resultado una matriz {\displaystyle (d\times d)}.
- Producto mixto: productos que involucran tres vectores.
- Múltiples productos cruzados: productos que involucran más de tres vectores.